# Luxembourg aux Jeux olympiques d'hiver de 1928
Cet article contient des informations sur la participation et les résultats du Luxembourg aux Jeux olympiques d'hiver de 1928 à Saint-Moritz en Suisse. C'était la première participation du Luxembourg aux Jeux olympiques d'hiver. Il était représenté par 5 athlètes. La délégation luxembourgeoise n'a pas remporté de médailles.